# Svetlana Paramygina
Svetlana Vjatsjeslavovna Paramygina (Russisch: Светлана Вячеславовна Парамыгина, Wit-Russisch: Святлана Вячаславаўна Парамыгіна) (Jekaterinenburg (Russische SFSR), 5 februari 1965) is een sporter uit Wit-Rusland.
In 1983 begon ze met biatlon in het nationale team van de Sovjet-Unie. In 1989 werd ze nationaal kampioene van de Sovjet-Unie. Na het uiteenvallen van de Sovjet-Unie koos ze er voor om voor Wit-Rusland uit te komen, tot het einde van haar sportcarrière in 2001.
In 1993/94 won ze de Wereldbeker biatlon.
In 1990, 1991 met de Sovjet-Unie, en in 1994 met Wit-Rusland werd ze wereldkampioene biatlon op het onderdeel ploegproef.

## Olympische Winterspelen
Paramygina nam driemaal deel aan de Olympische Winterspelen. In 1992 nam ze deel voor het Unified Team', en werd ze 21e op de 15 kilometer biatlon.
Op de Olympische Winterspelen 1994 won ze op het onderdeel sprint een zilveren medaille voor Wit-Rusland. Op de 15 kilometer biatlon werd ze vierde, en op de estafette behaalde Wit-Rusland de zesde plaats. Op de Olympische Winterspelen 1998 nam ze wederom op deze drie onderdelen mee, maar behaalde ze geen hoge uitslag meer.